# 上海電氣
上海電氣集團股份有限公司（简称上海电气，港交所：2727，上交所：601727，前称上电股份），原名上海輸配電股份有限公司、上海电气集团有限公司，总部位于中国上海，是中国机械工业销售排名第一位的机电装备产业集团，它的歷史可追溯到1880年。主要業務是從事設計、製造及銷售各種電力能源設施、機電一體化設施、交通設施及環保系統等產品及相關服務，集團有核心企業60餘家。2005年4月28日（周四）正式在香港交易所挂牌上市。2008年12月5日（周五），上海電氣集團股份有限公司透過換股方式合併上海輸配電股份有限公司，正式在上海证券交易所挂牌上市。上海電氣集團股份有限公司现时由上海电气（集团）总公司实际控制。

## 排名
2009年6月16日，世界品牌實驗室（World Brand Lab）召開“第六屆”世界品牌大會，發布了2009年（第六屆）《中國500最具價值品牌排行榜》。上海電氣品牌價值以135.69億元上升至第52位。
2008年9月4日，《中國企業500強（页面存档备份，存于）》排名第50位（較2007年第52位上升2位），《中國製造業企業500強（页面存档备份，存于）》排列20位。營業收入￥90,537,340,000／利潤￥5,289,450,000。
2008年7月18日，（第六屆）《中國機械500強》發布會在北京隆重舉行，其中一汽、上汽、上海電氣分別位居《中國機械500強研究報告》前三名。同時發布的2008年《世界機械500強》中，有69家中國機械企業入選。此次活動是由中國機械工業企業管理協會主辦，機械工業經濟管理研究院、世界經理人集團和中國最大的機械行業門戶中國機械網（MechPost.com（页面存档备份，存于））聯合承辦。
2008年6月2日，世界品牌实验室（World Brand Lab）召开“第五届”世界品牌大会，发布了2008年（第五届）《中国500最具价值品牌排行榜》。上海电气品牌以113.35亿元的品牌价值第五次荣列排行榜，排名连续五年提升，今年已经提升到了第57位，从2004年第一年上榜至今，品牌价值相比增加了80多亿元。
2016年8月31日上海電氣斥资16億美元收購巴基斯坦卡拉奇电力公司（K-Electric）最多66.4%股份。
2021年7月28日，上海电气发布公告称，公司董事长兼首席执行官、法定代表人郑建华涉嫌严重违纪违法，目前正接受上海市纪委监委纪律审查和监察调查。同年8月5日，公司执行董事兼总裁黄瓯去世。

## 旗下企业

### 上海电气电站集团
上海电气电站集团是上海电气集团股份有限公司核心产业板块，专业从事发电设备制造、电站工程建设和电站工程服务等，集团现有员工10,000余人，年销售额逾350亿元人民币，年产能达3,600万 kW。主要产品有10 MW～1350 MW等级齐全的系列火力发电和核能发电设备、电站环保设备、电站辅机及交直流电动机等；创新产品有1000 MW及以上超超临界二次再热火电机组及1000 MW及以上核电机组、燃气轮机与蒸汽联合循环机组等。电站集团制造的全球首台1,000 MW级超超临界二次再热发电机组刷新了全球煤电效率纪录，代表了当今世界火电的最高技术。该集团参与的工程遍布全球30多个国家和地区，已承接海内外项目90余个，装机容量逾9,200万千瓦，机组经济性、安全性、稳定性等指标均达到国际同类产品先进水平，2018年位列ENR全球最大250家国际承包商第100位。下属企业包括：
- 上海电气电站设备有限公司汽轮机厂
- 上海电气电站设备有限公司发电机厂
- 上海电气电站设备有限公司上海电站辅机厂
- 上海锅炉厂有限公司
- 上海电气集团上海电机厂有限公司
- 上海电气燃气轮机有限公司
- 上海电气电站工程公司
- 上海电气电站服务公司
- 上海电气电站环保工程有限公司
- 上海电气必克工程技术有限公司
- 上海电气亮源光热工程有限公司
- 上海电气富士电机电气技术有限公司
- 上海电气鼓风机厂有限公司
- 上海电气上重碾磨特装设备有限公司
- 上海电气电站水务工程公司
- 上海电气分布式能源科技有限公司
- 上海电气国轩新能源科技有限公司
- 上海电气集团国控环球工程有限公司

### 上海电气核电集团有限公司
公司专业从事核岛主设备制造。位于中国（上海）自由贸易试验区临港新片区，紧邻洋山深水港，拥有良好的投融资环境和便捷的交通运输条件。从上世纪七十年代起发展至今，核电集团已建成具有核岛主设备及核电大锻件配套能力的临港基地及闵行基地，制造产业链包括核岛的压力容器、蒸汽发生器、稳压器、堆内构件、控制棒驱动机构、主泵到核二、三级泵、核二、三级容器、核燃料装卸及输送设备以及大型铸锻件等，形成了年产4套百万千瓦级反应堆压力容器、6套百万千瓦级蒸汽发生器、6套燃料装卸与储运系统、8套百万千瓦级堆内构件和控制棒驱动机构、12台核主泵及50台核二三级泵的完整核岛主设备供应链，形成最大钢锭600吨、最大铸件450吨、最大锻件350吨的核电大锻件制造能力，技术路线涵盖300 MW、600 MW到1000 MW等级的二代加、三代压水堆（包括华龙一号（HPR1000）、国和一号（CAP1400）、AP1000、EPR）以及四代高温气冷堆、快堆等，全面覆盖国内已有的核电技术路线，承接的主设备订单覆盖国内所有在建核电厂，国内综合市场占有率持续居于领先地位。下属企业包括：
- 上海电气核电设备有限公司
- 上海第一机床厂有限公司
- 上海电气上重铸锻有限公司
- 上海电气凯士比核电泵阀有限公司

### 上海电气风电集团股份有限公司
公司简称“电气风电”（上交所：688660），成立于2006年，经营业务涉及风电机组智能设计制造、风场智能运维、风资源评估、数字化风场投资开发、风电场资产智能管理、智慧能源等，目前风机产品实现1.25 MW-8 MW+风电机组全覆盖。集团拥有上海、北京、杭州、丹麦等6大研发中心，以及福建莆田、广东汕头、内蒙古锡林郭勒、甘肃金昌等12个制造生产基地和8大区域服务中心。

### 上海电气输配电集团
集团专业从事输配电产品和控制设备的研发、设计、制造、销售、电力工程总承包业务，以及输配电领域的技术服务和咨询等。2011年由上海电气与国网上海市电力公司（股比50:50）合资成立，产品覆盖1000 kV及以下输配电设备的主要领域，涵盖高压化、智能化、电力电子化及工程服务“3+1”产业体系，形成了电力变压器、电线电缆、智能变电站、中低压智能成套设备、中低压元器件、智能电网控制系统、风电变桨系统、新能源电控产品、储能逆变器、电能质量控制设备以及直流配网设备等产品系列，广泛用于电力、水利、轨交、邮电、通讯、轻纺、石化、冶矿、建筑等不同领域。集团年销售规模已超过130亿元人民币，有28家控、参股企业，其中包括与西门子、施耐德、ABB等世界五百强的合资公司。集团现有一个国家级的技术中心、CNAS授权具备第三方资质的试验中心。下属企业包括：
- 上海人民电器厂（歷史可以追溯至1914年[6]）
- 上海电气输配电工程成套有限公司
- 上海电气输配电实验中心有限公司
- 上海电气电力电子有限公司
- 上海电器陶瓷厂有限公司
- 上海大华电器设备有限公司
- 上海纳杰电气成套有限公司
- 上海飞航电线电缆有限公司
- 上海资文建设工程咨询有限公司
- 上海捷锦电力新材料有限公司
- 上海电气承广电力工程有限公司
- 上海南华兰陵电气有限公司
- 上海华普电缆有限公司
- 张家港特恩驰电缆有限公司

### 上海电气自动化集团
2011年8月，上海电气集团组建了上海电气集团股份有限公司自动化事业部，2016年11月成立上海电气自动化集团，是以提供自动化系统解决方案、自动化产品及装备为主要内容的核心产业板块，拥有“建筑智能化系统设计专项甲级”和“电子和智能化工程施工专业承包一级”等资质。以产品为基础、技术集成为方向，提供系统解决方案为商业模式，重点打造智能制造、智慧交通和智慧城市领域的自动化解决方案；重点发展工业机器人、锂电池生产设备、航空航天装备、3D打印设备、数控机床等自动化产品及装备。通过收购赢合科技、昂华自动化、德国宝尔捷、德国曼兹等自动化领域的优势企业，获得行业领先的技术与产品。下属企业包括：
- 上海发那科机器人有限公司
- 深圳市赢合科技股份有限公司（深交所：300457）
- 宝尔捷自动化公司（德语：Broetje-Automation）
- 昂华（上海）自动化工程股份有限公司
- 上海电气集团自动化工程有限公司
- 上海机床厂有限公司
- 上海探真激光技术有限公司
- 上海电气自动化设计研究所有限公司
- 上海电气泰雷兹交通自动化系统有限公司
- Manz AG（参股，FWB：M5Z）
- 苏州曼兹新能源装备有限公司 （参股）
- 神华（北京）光伏科技研发有限公司 （参股）
- 上海沃迪智能装备股份有限公司（参股）

### 上海电气轨道交通集团
2019年12月上海电气集团股份有限公司成立上海电气轨道交通集团。集团以轨道交通车辆、牵引、弱电系统、供电、环控等机电产品为基础，技术集成为方向，提供轨道交通机电设备和系统整体解决方案和全生命周期的服务。下属企业包括：
- 上海电气泰雷兹交通自动化系统有限公司
- 上海电气集团智能交通科技有限公司
- 上海电气泰雷兹交通自动化系统有限公司

### 上海电气环保集团
上海电气环保集团是上海电气核心产业集团之一，主要业务领域为固体废物处理、水处理、新能源、工业事业、建筑工业化等。2020年营业收入141.38亿元人民币。下属企业包括：
- 上海市机电设计研究院有限公司
- 上海环保工程成套有限公司
- 上海市离心机械研究所有限公司
- 上海电气船研环保技术有限公司
- 上海电气研砼建筑科技集团有限公司

### 上海电气金融集团
上海电气金融集团是上海电气产融结合的主要载体，聚焦能源装备、工业装备和工程服务，为集团内外客户提供专业化、定制化、国际化的金融解决方案。旗下现拥有财务公司、租赁公司、投资公司、资产管理公司、商业保理公司等多家单位。主要业务包括：资金、票据、账户、结算、汇率风险管理、投资银行、产业链金融等内部银行服务，融资租赁，新能源产业基金，私募股权投资，直接投资和资产管理等。

### 上海三菱电梯有限公司
公司成立于1987年1月，由上海机电股份有限公司和日本三菱电机株式会社等四方合资组建，是由中方控股和管理的中日合资大型电梯企业，中国机械制造业和外商投资企业500强企业，中国机械工业核心竞争力十强企业。拥有92家分公司，员工约1.2万人。

### 上海微电子装备（集团）股份有限公司
公司主要致力于半导体装备、泛半导体装备、高端智能装备的开发、设计、制造、销售及技术服务。产品广泛应用于集成电路前道、先进封装、FPD面板、MEMS、LED、Power Devices等制造领域。

### 上海机电股份有限公司
公司始创于1992年，并于1994年在上海证券交易所上市（上交所：600835/900925，简称：上海机电/机电B股）。核心业务包括智慧电梯、绿色空调、高效电机、精密液压、数字印刷等机电一体化、工业自动化、智能制造产品领域，与三菱电机、开利、纳博特斯克、ABB、德昌、雷戈伯劳伊特等世界知名企业进行合资合作，共同组建、经营其在华业务。

### 苏州天沃科技股份有限公司
天沃科技（深交所：002564），主营业务包括清洁能源工程总承包、高端装备研发与制造、军民融合三大板块，涉及能源、环保、电力、装备、军工、船舶等国民经济重要产业领域。下属企业包括：
- 天沃（上海）电力成套设备有限公司
- 玉门鑫能光热第一电力有限公司
- 江苏天沃综能清洁能源技术有限公司
- 张家港锦隆重件码头有限公司
- 中机国能电力工程有限公司
- 张化机（苏州）重装有限公司
- 张家港市江南锻造有限公司
- 无锡红旗船厂有限公司

### 上海电气实业有限公司
公司是上海电气控股子公司，截至2019年6月，公司总资产48.8亿元人民币，净资产47.3亿元人民币，投资和管理合资企业共11家。产业主要涉及汽车核心部件、精密机械密封、现代农业机械、高压清洗设备、家用空调等。

### 上海电气国际经济贸易有限公司
公司前身是中国机械设备进出口总公司上海市分公司，后更名为上海市机械设备进出口有限公司。主要经营范围涉及：自营和代理各类商品及技术的进出口业务、国内商贸批发、零售，国际国内货运代理、物业管理、实业投资等。下属企业包括：
- 上海电器进出口有限公司
- 上海斯迈克实业有限公司
- 上海中招招标有限公司

### 上海电气香港有限公司
公司成立于2001年12月，业务涵盖海外工程、贸易、股权投资、工程投资、资产管理、保险、保险经纪等。下属企业包括：
- 申荣国际资产管理有限公司
- 上海电气保险有限公司
- 上海电气保险经纪有限公司

### 上海电气集团数字科技有限公司
公司提供工业互联网、智慧供应链、企业管理信息化、数字化工厂、基础设施与云服务、智慧空间与传播等智能制造解决方案。下属企业包括：
- 上海电气网络科技有限公司
- 上海电气集团智慧能源科技有限公司（参股）
- 上海申之云科技有限公司（参股）

### 上海海立（集团）股份有限公司
公司于1992年在上海证券交易所发行A、B股（上交所：600619/900910，简称：海立股份/海立B股），是全球领先的白色家电和新能源汽车核心零部件及冷暖关联产品研发制造商，拥有 “压缩机及核心部件、汽车零部件、冷暖关联” 三大产业板块。公司在中国、日本、美国、泰国、马来西亚、印度、韩国、德国、英国、西班牙11个国家和地区拥有1.4万名员工以及23个研发中心和37家制造基地，服务于165个国家和地区的2亿个用户。

### 太平洋机电（集团）有限公司
公司于1994年8月由上海市纺织机械（集团）联合公司和上海纺织设备器材联合公司合并组建，1999年9月，太平洋机电从上海纺织控股（集团）公司整体划转至上海电气。主营业务包括投资管理、资产管理、园区打造、产业孵化、科技服务、物业管理。

### 上海电气康达医疗器械集团股份有限公司
公司成立于2008年，专注为医疗机构提供医疗设备整体解决方案，业务覆盖医学影像、口腔医疗设备、肿瘤诊断与治疗设备和医疗机器人等领域。在国内外拥有20余家全资子公司、控股公司、参股公司。下属企业包括：
- 康达洲际医疗器械有限公司
- 宁波康达洲际健康投资管理有限公司
- 宁波康达鼎新医疗器械有限公司
- 上海康达医学科技有限公司
- 上海久和医用汽车有限公司
- 上海森德科技发展有限公司

## 外部連結
- 上海電氣集團股份有限公司（页面存档备份，存于） 官方网站